# Sarcophaga persica
Sarcophaga persica är en tvåvingeart som först beskrevs av Boris Borisovitsch Rohdendorf 1961.  Sarcophaga persica ingår i släktet Sarcophaga och familjen köttflugor.
Artens utbredningsområde är Iran. Inga underarter finns listade i Catalogue of Life.